# Ipoa
Ipoa es un género de foraminífero bentónico de la familia Komokiidae, de la superfamilia Komokioidea y del orden Komokiida. Su especie tipo es Ipoa fragila. Su rango cronoestratigráfico abarca el Holoceno.

## Discusión
Tradicionalmente Ipoa ha sido incluido en el orden Textulariida o en el orden Astrorhizida. Clasificaciones más modernas han incluido Ipoa en el suborden Astrorhizina del orden Astrorhizida.

## Clasificación
Ipoa incluye a las siguientes especies:
- Ipoa fragila
- Ipoa pennata